# انتخابات پارلمانی نروژ (۲۰۱۷)
انتخابات پارلمانی نروژ در ۱۱ سپتامبر ۲۰۱۷ برگزار شد. ائتلاف راست میانه به رهبری ارنا سلبرگ نخست‌وزیر نروژ توانست با کسب ۸۸ کرسی بار دیگر دولت را بدست گیرد اما این بار از کرسی‌های آن کم شد. این در حالی بود که ائتلاف چپ میانه توانست ۸۱ کرسی بدست آورد.

## انتخابات پیشین
انتخابات پارلمانی پیشینِ نروژ در ۹ سپتامبر ۲۰۱۳ برگزار شده بود. در آن انتخابات محافظه‌کاران و مؤتلفان دست‌راستیِ آن‌ها توانستند پیروز شوند. حزب محافظه‌کار با ریاست ارنا سلبرگ و حزب راستگرای ترقی یک دولت ائتلافی دوحزبی تشکیل دادند و سلبرگ نخست‌وزیر آن شد. این احزاب توانستند از دو حزب مرکزگرای لیبرال و دموکرات مسیحی رأی اعتماد بگیرند.

## تاریخ
بنابر قانون اساسی نروژ انتخابات باید هر چهار سال یک بار برگزار شود. پارلمان پیش از پایان این تاریخ منحل نخواهد شد. این مسئله که در نوع خود کم‌نظیر است باعث می‌شود که امکان برگزاری انتخابات زودهنگام بدون زیر پا گذاشتن اصول مربوط به انتخابات در قانون اساسی غیرممکن شود.
اعضای استورتینگ یا پارلمان نروژ برای یک دورهٔ چهار ساله انتخاب می‌شوند. این مجلس ۱۶۹ کرسی دارد.

## احزاب مشارکت‌کننده
در زمان انتخابات ۸ حزب سیاسی در پارلمان نروژ حضور داشتند که به نظر می‌رسید در انتخابات ۲۰۱۷ نیز شرکت کنند.
- حزب کارگر با داشتن ۵۵ کرسی در دورهٔ ۱۷–۲۰۱۳ اکثریت پارلمان را در اختیار داشت. این حزب خود را سوسیال دموکرات مایل به چپ میانه توصیف می‌کند. جوناس گار استور وزیر سابق امور خارجه، از ژوئن ۲۰۱۴ رهبری حزب کارگر را به عهده گرفت. از این رو از همان زمان رهبر اپوزیسیون تلقی می‌شد.
- حزب محافظه‌کار بزرگترین حزب حاکم بر دولت بود. با این حال در پارلمان ۴۸ کرسی در اختیار دارد که حاصل به دست آوردن ۲۷٪ از آرای مردم در انتخابات ۲۰۱۳ بود. در زمان انتخابات رهبر این حزب، ارنا سلبرگ نخست‌وزیر نروژ بود. حزب محافظه‌کار در میان طیف‌های سیاسی نروژ، راست میانه با گرایش به میانه‌روی تلقی می‌شود. این حزب به‌طور رسمی خود را به مرام محافظه‌کاری لیبرال منتسب می‌کند.[۵]
- حزب ترقی در زمان انتخابات ۲۰۱۷ توسط سیو جنسن رهبری می‌شد و به عنوان عضو ائتلافی کابینهٔ سلبرگ در دولت حضور داشت. این حزب را با گرایشش به لیبرالیسم کلاسیک و لیبرالیسم محافظه‌کار می‌شناسند. غالب دانشمندان علوم سیاسی حزب ترقی را یک حزب پوپولیست جناح راستی تلقی می‌کنند. حزب ترقی این ادعا را رد می‌کند.[۶][۷][۸]
- حزب دموکرات مسیحی حزبی میانه‌گرا است که بر پایهٔ ارزش‌های دموکراسی مسیحی شکل گرفته‌است. این حزب را کنوت آریل هارایده هدایت می‌کند. این حزب در انتخابات ۲۰۱۳ به عنوان حامی ائتلاف راست میانه که توسط محافظه‌کارها رهبری می‌شد وارد شد.[۹]
- حزب مرکز پیش از این انتخابات با در اختیار داشتن ۱۰ کرسی، پنجمین حزب بزرگ حاضر در پارلمان نروژ به‌شمار می‌رفت که توسط تریگ‌وه اسلاگسوولد ودوم هدایت می‌شد. این حزب در میان سال‌های ۲۰۰۵ تا ۲۰۱۳ به عنوان حزب کوچکتر در دولت ائتلافی سرخ-سبز حضور داشت. حزب مرکز بیش از هر چیز حزبی زراعتی تلقی می‌شود؛ با این حال گرایش‌های محافظه‌کاری و لیبرالیستی نیز در آن دیده می‌شود.
- حزب لیبرال تا زمان این انتخابات توسط ترینه اسکی گرنده رهبری می‌شد و ۹ کرسی در پارلمان نروژ داشت. این حزب خود را تنها حزب لیبرالیستی اجتماعی (سوسیال لیبرال) دانسته و در طیف‌های سیاسی نروژ خود را میانه تلقی می‌کند. لیبرال‌ها با دموکرات مسیحی‌ها ارتباط نزدیکی دارند.[۱۰]
- حزب چپ سوسیالیست تا پیش از این انتخابات دومین حزب کم‌عضو در پارلمان نروژ بود که به نفع ائتلاف سرخ-سبز ۲۰۱۳ در دور سوم وارد کارزار شد. این حزب خود را سوسیال دموکرات و طرفدار محیط زیست معرفی می‌کند. آودون لیسباکن از ۲۰۱۲ رهبری این حزب را در اختیار داشت.
- حزب سبز با انتخابات ۲۰۱۳ توانست برای بار اول در پارلمان نروژ حضور یابد و تنها یک کرسی از حوزهٔ انتخابیهٔ اسلو نصیب خود کند. این حزب رهبر رسمی ندارد بلکه دارای دو سخنگوی ملی است. این سخنگوها در انتخابات ۲۰۱۷ راسموس هنسن و اونه آینا بستهولم بودند. حزب سبز خود را از گرایش‌های راست و چپ دور کرده و بیشتر خود را طرفدار محیط زیست نشان می‌دهد.

## نظرسنجی‌ها

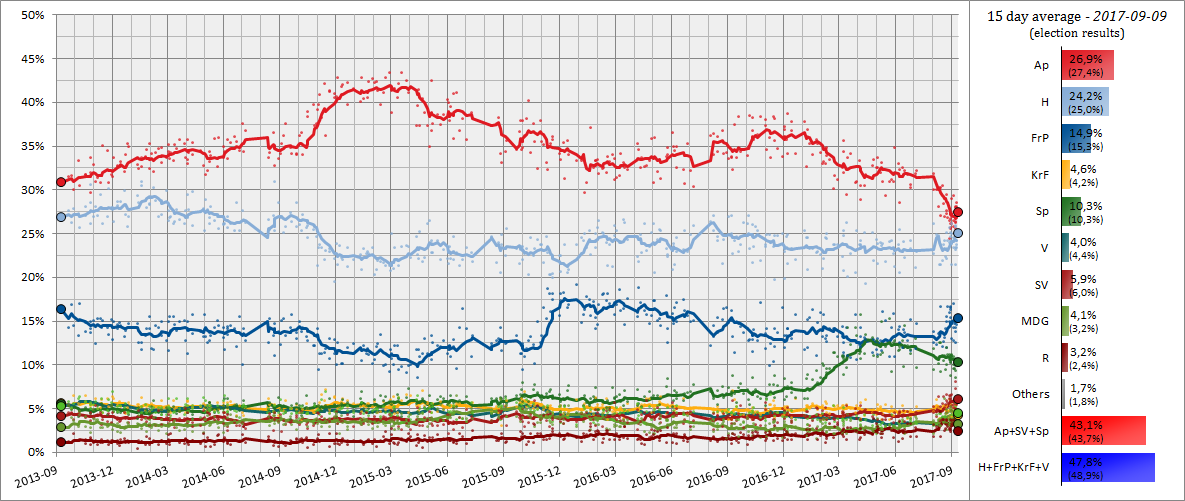
نتیجه نظرسنجی‌ها با اختلاف ۳۰ روزه از انتخابات ۲۰۱۳ تاکنون. هر خط مربوط به یک حزب سیاسی است. AP: حزب کارگر H: حزب محافظه‌کار FrP: حزب ترقی KrF: حزب دموکرات مسیحی Sp: حزب مرکز V: حزب لیبرال SV: حزب چپ سوسیالیست MDG: حزب سبز

## نتایج
نتایج مقدماتی (شمارش ۹۹٫۸٪ آرا):
|                                  | حزب کارگر نروژ (AP)              |  | ۲۷٫۴  | -۳٫۴ | ۴۹  | -۶ |  |  |  |
|                                  | حزب محافظه‌کار (H)                |  | ۲۵٫۱  | -۱٫۷ | ۴۵  | -۳ |  |  |  |
|                                  | حزب ترقی (FRP)                   |  | ۱۵٫۳  | -۱٫۱ | ۲۸  | -۱ |  |  |  |
|                                  | حزب مرکز (SP)                    |  | ۱۰٫۳  | +۴٫۸ | ۱۸  | +۸ |  |  |  |
|                                  | حزب چپ سوسیالیست (SV)            |  | ۶٫۰   | +۱٫۹ | ۱۱  | +۴ |  |  |  |
|                                  | حزب لیبرال (V)                   |  | ۴٫۳   | -۰٫۹ | ۸   | -۱ |  |  |  |
|                                  | حزب دموکرات مسیحی (KRF)          |  | ۴٫۲   | -۱٫۴ | ۸   | -۲ |  |  |  |
|                                  | حزب سبز (MDG)                    |  | ۳٫۲   | +۰٫۴ | ۱   | ۰  |  |  |  |
|                                  | حزب سرخ (R)                      |  | ۲٫۴   | +۱٫۳ | ۱   | +۱ |  |  |  |
|                                  |                                  |  |       |      |     |    |  |  |  |
|                                  | حزب بازنشستگان (PP)              |  | ۰٫۴   |      |     |    |  |  |  |
|                                  | حزب سلامت                        |  | ۰٫۴   |      |     |    |  |  |  |
|                                  | مسیحیان (PDK)                    |  | ۰٫۳   |      |     |    |  |  |  |
|                                  | حزب سرمایه‌دار                    |  | ۰٫۲   |      |     |    |  |  |  |
|                                  | دموکرات‌ها در نروژ (DEM)          |  | ۰٫۱   |      |     |    |  |  |  |
|                                  | اتحاد                            |  | ۰٫۱   |      |     |    |  |  |  |
|                                  | حزب دزدان دریایی                 |  | ۰٫۱   |      |     |    |  |  |  |
|                                  | حزب ساحلی (KP)                   |  | ۰٫۱   |      |     |    |  |  |  |
|                                  | Nordmøre List                    |  | ۰٫۱   |      |     |    |  |  |  |
|                                  | ابتکار فمنیست (FI)               |  | ۰٫۰   |      |     |    |  |  |  |
|                                  | حزب کمونیست نروژ (NKP)           |  | ۰٫۰   |      |     |    |  |  |  |
|                                  | حزب نروژ                         |  | ۰٫۰   |      |     |    |  |  |  |
|                                  | حزب ارزش‌ها                       |  | ۰٫۰   |      |     |    |  |  |  |
|                                  | حزب اجتماع                       |  | ۰٫۰   |      |     |    |  |  |  |
|                                  | Northern Assembly                |  | ۰٫۰   |      |     |    |  |  |  |
| مجموع                            | مجموع                            |  | ۱۰۰٫۰ | –    | ۱۶۹ | ±۰ |  |  |  |
| آرای سفید و مخدوش                | آرای سفید و مخدوش                |  |       |      | –   | –  |  |  |  |
| رأی‌مندان ثبت‌نام‌کرده/میزان مشارکت | رأی‌مندان ثبت‌نام‌کرده/میزان مشارکت |  |       | ±    | –   | –  |  |  |  |
| منبع: valgresultat.no            |                                  |  |       |      |     |    |  |  |  |